# Kristiina Ehin

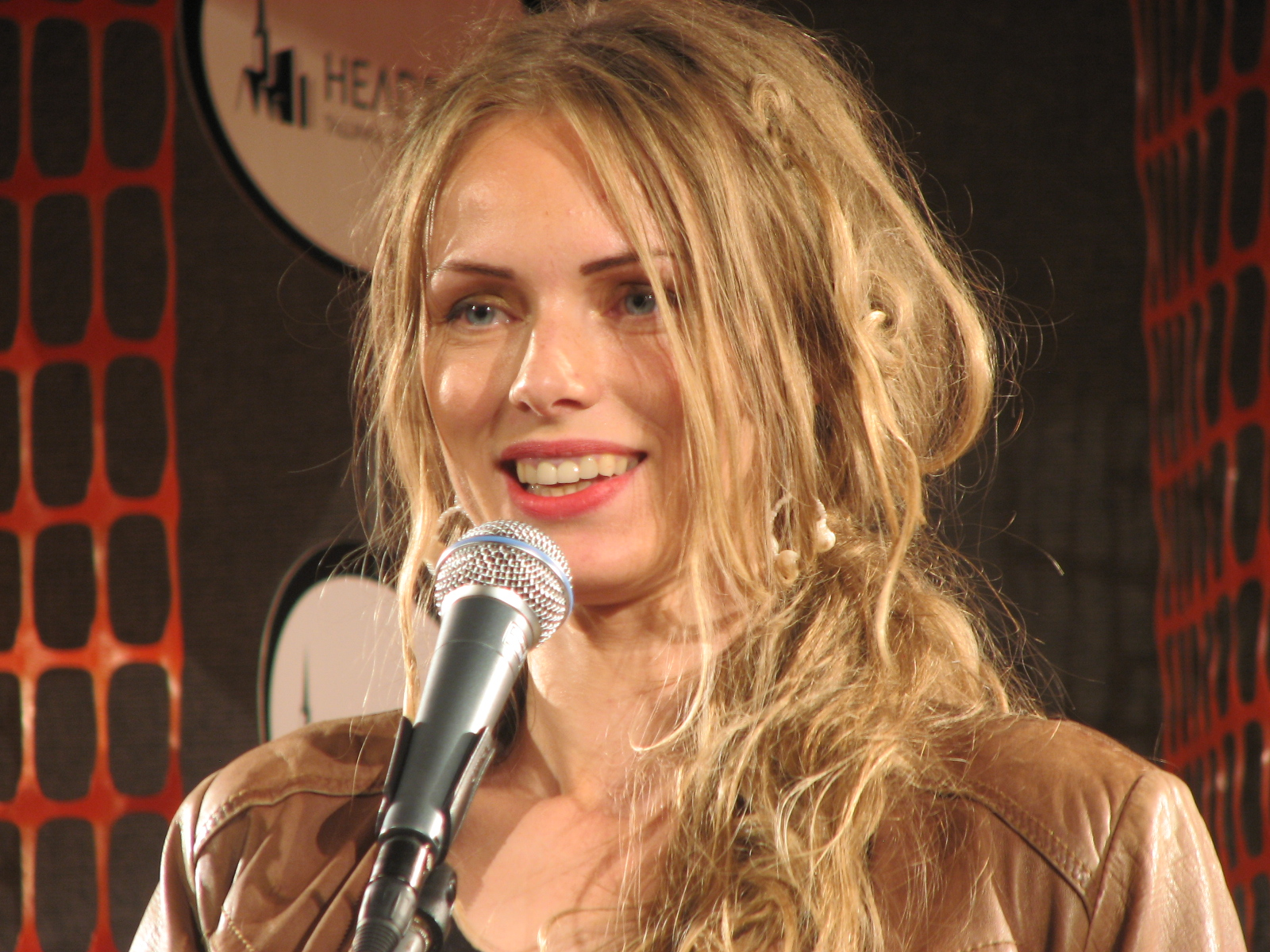
Kristiina Ehin (2011)

Kristiina Ehin (* 18. Juli 1977 in Rapla) ist eine estnische Dichterin und Liedschreiberin, Übersetzerin und Sängerin.

## Biographie
Kristiina Ehin wurde als Tochter des estnischen Dichters, Schriftstellers und Übersetzers Andres Ehin (1940–2011) und der Dichterin Ly Seppel (* 1943) geboren.
Sie studierte von 1995 bis 2004 estnische und vergleichende Volksdichtung an der Universität Tartu und hat ihr Studium mit dem Magistergrad abgeschlossen. 1997 und 1998 studierte sie daneben Holzdesign und Restaurierung an der Kunsthochschule Tartu (Tartu Kunstikool). Kristiina Ehin lebt in Tartu.
Von 1995 bis 2000 war sie auch als Tanzlehrerin tätig und seit 1996 ist sie freie Autorin. Früher hat sie auch Bücher aus dem Englischen übersetzt. Der Gedichtband Kaitseala ("Schutzgebiet") entstand 2005 in der Abgeschiedenheit der unbewohnten Insel Mohni an der estnischen Nordküste.
Seit 2012 ist sie Mitglied des Gesangsquartetts Naised köögis (Frauen in der Küche).
Für das XXVI. Liederfest schrieb sie das Themenlied Puudutus (Berührung).
Im Jahre 2011 heiratete sie den Musiker Silver Sepp. Mit diesem hat sie eine gemeinsame Tochter (* 2016), daneben noch einen Sohn aus einer früheren Beziehung.

## Preise

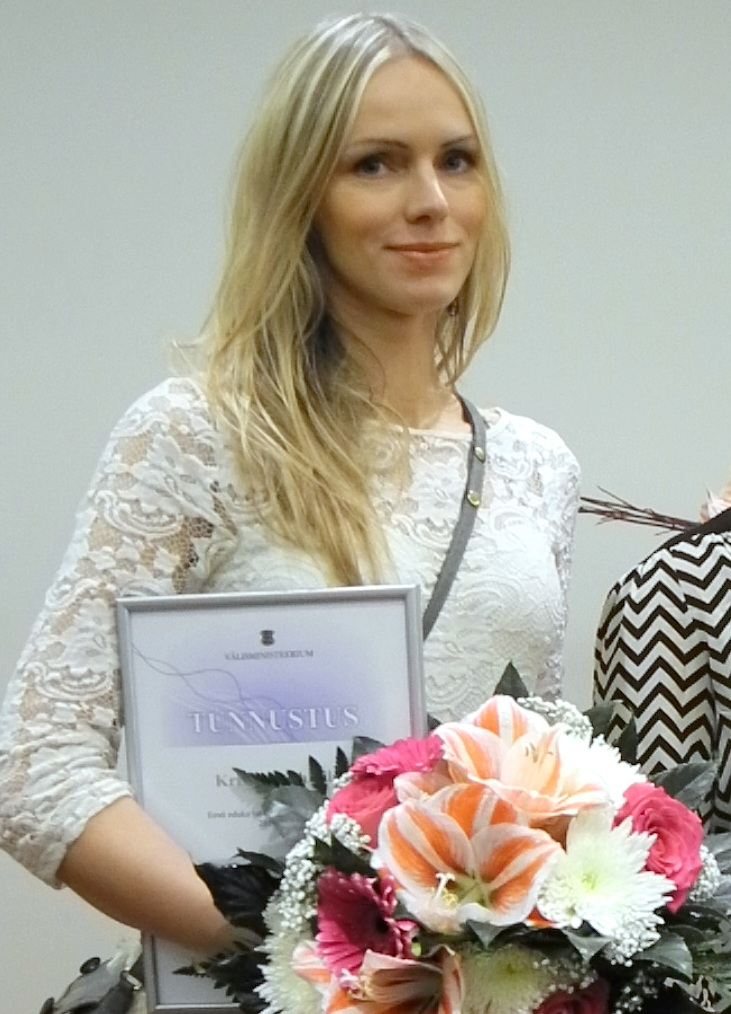
2014 wurde sie mit dem Kulturpreis von Estlands Außenministerium geehrt

- 2004 Literaturpreis der Zeitschrift Sirp (Sichel)
- 2006 Jahrespreis des Estnischen Kulturkapitals in der Sparte Lyrik, gemeinsam mit Jürgen Rooste
- 2006 Gustav-Suits-Preis der Stadt Tartu
- 2007 Poetry Society Corneliu M. Popescu Prize for European Poetry in Translation gemeinsam mit Übersetzer Ilmar Lehtpere für  "The Drums of Silence"
- 2008 Preis des Estnischen Präsidenten für junge Kulturschaffende
- 2010 Stipendium des Estnischen Kulturkapitals Lebe und strahle (Ela ja sära)
- 2010 Poetry Book Society Recommended Translation gemeinsam mit Übersetzer Ilmar Lehtpere für "The Scent of Your Shadow"
- 2014 Kulturpreis von Estlands Außenministerium

## Werke

### Gedichtsammlungen
- "Kevad Astrahanis: luuletusi 1992–1999" (Tallinn, 2000) (Frühling in Astrachan: Gedichte 1992-1999)
- "Simunapäev" (Tallinn, 2003) (Sankt Simons Tag)
- "Luigeluulinn" (Tallinn, 2004) (Schwanenknochenstadt)
- "Kaitseala" (Tallinn, 2005) (Schutzgebiet)
- "Emapuhkus" (Tallinn 2009) (Mutterschaftsurlaub)
- "Viimane Monogaamlane" (Tallinn 2011) (Der letzte Monogame, zwei Bücher im Schuber, eines mit Lyrik, eines mit Prosa)
- "Kohtumised" (Tartu 2017). (Begegnungen)

### Prosa
- "Pillipuhujanaine ja pommipanijanaine" (Tallinn 2006) (Pfeiferin und Bombenlegerin)
- "Päevaseiskaja - Lõuna-Eesti muinasjutud" (Tallinn 2009)
- "Viimane Monogaamlane" (Tallinn 2011) (Der letzte Monogame, zwei Bücher im Schuber, eines mit Lyrik, eines mit Prosa)
- "Kirjatud teekond" (Türi, 2012)
- "Paleontoloogi Päevaraamat" (Tartu, 2013)

### Übersetzungen ins Englische / zweisprachige Bücher
- "The Drums of Silence." Translated by Ilmar Lehtpere. Cambridge: The Oleander Press 2007.
- "noorkuuhommik / New Moon Morning." Translated by Ilmar Lehtpere. Tallinn: Huma 2007.
- "A Priceless Nest." Translated by Ilmar Lehtpere. Cambridge: The Oleander Press 2009.
- "Põletades pimedust / Burning the darkness / An dorchadas á dhó." English translations by Ilmar Lehtpere / Gabriel Rosenstock a chuir i nGaeilge. Baile Átha Cliath (Dublin): Coisceim 2009.
- "Päevaseiskaja. The Man Who Made The Sun Stand Still. South-Estonian Fairy Tales." Translated by Ilmar Lehtpere. Tallinn: Huma 2009.
- "The Scent of Your Shadow – Sinu varju lõhn." Translated by Ilmar Lehtpere. Todmorden: Arc Publications 2010.
- "The Final Going of Snow." Translated by Ilmar Lehtpere. Oxford: MPT poets 2011.
- "Ornamented Journey" Translated by Ilmar Lehtpere. Türi: Sara 2012.
- "1001 Winters" Translated by Ilmar Lehtpere. Fayetteville, NY: The Bitter Oleander Press 2013.

### Deutsche Übersetzungen
- Lyrikauswahl in: Lichtungen 95 (2003), S. 131–133, und 100 (2004), S. 37.
- Lyrikauswahl in: estonia Zeitschrift für estnische Literatur 2004 (S. 32–47) sowie 2006 (S. 33–42) und Prosa in 2007 (S. 13–30).
- "Mond liegt in meinem Blut" - "Kuu on mul veres" - Bilinguale Gedichte. Übers. von Ursula Zimmermann. edition innsalz, Aspach - Wien - Meran 2009.